# تسوجی دونو
تسوجی دونو (به ژاپنی: 辻殿 つじどの) (تولد نامشخص – مرگ نامشخص) زنی از اوایل دوره کاماکورا بود. همسر دومین شوگون از شوگون‌سالاری کاماکورا میناموتو نو یوری‌ایه  بود. پدر او آسوکه شیگه‌ناگا ja:足助重長 از میکاوا گنجی و مادرش دختر میناموتو نو تامه‌تومو بود. در سال ۱۲۰۰، فرزند دوم میناموتو نو یوری‌ایه، که سمت کاماکورا-دونو را داشت به نام یوشیا (که بعدها به نام کوگیو (راهب) شناخته شد) به دنیا آورد. یوری‌ایه در سال ۱۲۰۳ از سمت خود به عنوان شوگون اخراج شد و سال بعد درگذشت، و به قرار شد پسر دومش در سال‌های بعد راهب شود. یوشیا همان‌طور که در سال ۱۲۱۱ وعده داده بود راهب شد، و تسوجی دونو سال قبل، در ۸ ژوئیه ۱۲۱۰، راهب شد.